# Rožmitál na Šumavě
Rožmitál na Šumavě (en allemand : Rosenthal im Böhmerwald) est une commune du district de Český Krumlov, dans la région de Bohême-du-Sud, en République tchèque. Sa population s'élevait à 467 habitants en 2020.

## Géographie
Rožmitál na Šumavě se trouve à 14 km au sud-sud-est de Český Krumlov, à 32 km au sud-sud-ouest de České Budějovice et à 154 km au sud de Prague.
La commune est limitée par Přídolí et Věžovatá Pláně au nord, par Střítež, Omlenice et Bujanov à l'est, par Dolní Dvořiště au sud, et par Rožmberk nad Vltavou, Malšín et Větřní à l'ouest.

## Histoire
La première mention écrite du village date de 1259.

## Administration
La commune se compose de cinq quartiers :
- Čeřín
- Hněvanov
- Michnice
- Rožmitál na Šumavě
- Zahrádka